# Кібі-Жик'я
Кібі́-Жик'я́ (рос. Киби-Жикья) — село у складі Увинського району Удмуртії, Росія.

## Населення
Населення — 421 особа (2010; 462 в 2002).
Національний склад станом на 2002 рік:
- удмурти — 64 %
- росіяни — 33 %

## Урбаноніми[3]
- вулиці — 40 років Перемоги, Леніна, Молодіжна, РСУ, Центральна, Шкільна